# Spojité vnoření
Spojité vnoření je pojem funkcionální analýzy, který popisuje vztah mezi dvěma normovanými lineárními prostory nebo Banachovými prostory.
Prostor {\displaystyle X} je spojitě vnořen do normovaného lineárního prostoru (nebo Banachova prostoru) {\displaystyle Y}, značíme {\displaystyle X\hookrightarrow Y}, právě když
- {\displaystyle X\subset Y} ({\displaystyle X} je podmnožinou {\displaystyle Y}),
- existuje {\displaystyle C>0} tak, že pro každé {\displaystyle x\in X} platí {\displaystyle \lVert x\rVert _{Y}\leq C\lVert x\rVert _{X}}.

Je-li X spojitě vnořen do Y, pak identické zobrazení {\displaystyle Id:X\rightarrow Y}, {\displaystyle x\rightarrow x} je spojité (omezené); omezené množiny v {\displaystyle X} jsou omezené v {\displaystyle Y}.